# Région de Rangoun
La région de Rangoun (birman : ရန်ကုန်တိုင်းဒေသကြီး, transcrit : yankun tuing/rankun tuing) est une division administrative de Basse-Birmanie. Elle est bordée par la région de Bago au nord et à l'est, le golfe de Martaban au sud et la région d'Ayeyarwady à l'ouest. Elle est située entre les latitudes 16° 20' et 17° 50' Nord et les longitudes 95° 45' et 96° 46' Est, dans le sud des plaines du centre du pays. L'archipel des îles Coco en fait également partie. Sa surface est 10 170 km2.
La région de Rangoun est la région la plus développée de la Birmanie et sa principale ouverture sur le monde. Elle abrite la majorité des industries du pays.

## Population
Elle était estimée en 1999 à 5 420 000 habitants. La plupart sont birmans. Il y a de fortes minorités d'origine étrangère, comme des sino-birmans et indo-birmans. La majorité est bouddhiste, l'islam et le christianisme étant également bien représentés. Parmi les chrétiens, on trouve des karens et un petit groupe anglo-birman, de plus en plus fondu dans la population générale. La langue principale est le birman ; l'anglais est assez couramment pratiqué.
La ville la plus importante est l'ancienne capitale nationale Rangoun, suivie par Thanlyin (jadis Syriam).

## Administration
La région de Rangoun compte quatre districts : Rangoun Est, Rangoun Ouest, Rangoun Nord et Rangoun Sud, ainsi que 45 municipalités.

## Histoire
La région de Rangoun, incluant Rangoun et les municipalités avoisinantes, a été créée en 1964 à partir de la région de Bago. Jusqu'en août 2010, elle a porté le nom de « division de Rangoun ».